# Ascocoryne
Ascocoryne J.W. Groves & D.E. Wilson (galaretnica) – rodzaj grzybów z rodziny Gelatinodiscaceae.

## Charakterystyka
Grzyby tremelloidalne o galaretowatym miąższu. Rosną na drzewach jako saprotrofy lub pasożyty.

## Systematyka i nazewnictwo
Pozycja w klasyfikacji według Index Fungorum: Gelatinodiscaceae, Helotiales, Leotiomycetidae, Leotiomycetes, Pezizomycotina, Ascomycota, Fungi.
Takson utworzyli James Walton Groves i D.E. Wilson w 1967 r. Synonim naukowy Pseudocenangium A. Knapp.
Nazwa polska według M.A. Chmiel.
Gatunki występujące w Polsce
- Ascocoryne albida (Berk.) Seifert 2014[5] – galaretnica biaława[6]
- Ascocoryne cylichnium (Tul.) Korf 1971 – galaretnica pucharkowata[4]
- Ascocoryne sarcoides (Jacq.) J.W. Groves & D.E. Wilson 1967 – galaretnica mięsista[4]
- Ascocoryne solitaria (Rehm) Dennis 1971 – galaretnica samotna[2]
- Ascocoryne turficola (Boud.) Korf 1971[7]

Nazwy naukowe na podstawie Index Fungorum. Wykaz gatunków według M.A. Chmiel. Źródła nazw polskich opisane przypisami